# Malé Ludince
Malé Ludince (ungarisch Kisölved) ist eine Gemeinde im Westen der Slowakei mit 170 Einwohnern (Stand 31. Dezember 2024), die zum Okres Levice, einem Teil des Nitriansky kraj, gehört.

## Geographie
Die Gemeinde befindet sich im Osten des slowakischen Donautieflands im Südteil des Hügellands Ipeľská pahorkatina am Flüsschen Perec im Tal des unteren Hron. Das Ortszentrum liegt auf einer Höhe von 136 m n.m. und ist 10 Kilometer von Želiezovce sowie 31 Kilometer von Levice entfernt.
Nachbargemeinden sind Šalov im Norden, Pastovce im Osten, Zalaba im Süden, Čata und Pohronský Ruskov im Südwesten und Hronovce (Ortsteil Čajakovo) im Westen.

## Geschichte
Das Gemeindegebiet wurde in der Jungsteinzeit besiedelt, archäologischen Untersuchungen zufolge gab es hier eine Siedlung der Linearbandkeramischen Kultur.
Malé Ludince wurde zum ersten Mal 1255 als Vlud schriftlich erwähnt und war Besitz des Erzbistums Gran. 1571 wohnten 16 Familien im Ort, 1715 gab es 17 Haushalte, 1720 schon 23, 1828 zählte man 56 Häuser und 340 Einwohner, die als Landwirte und Winzer beschäftigt waren.
Bis 1918 gehörte der im Komitat Hont liegende Ort zum Königreich Ungarn und kam danach zur Tschechoslowakei beziehungsweise heute Slowakei. Auf Grund des Ersten Wiener Schiedsspruchs lag er 1938–1945 noch einmal in Ungarn.

## Bevölkerung
| Jahr                | 1994 | 2004    | 2014     | 2024    |
| ------------------- | ---- | ------- | -------- | ------- |
| Anzahl der Personen | 217  | 203     | 180      | 170     |
| Unterschied         |      | −6,45 % | −11,33 % | −5,55 % |

| Jahr                | 2023 | 2024    |
| ------------------- | ---- | ------- |
| Anzahl der Personen | 169  | 170     |
| Unterschied         |      | +0,59 % |

Nach der Volkszählung 2011 wohnten in Malé Ludince 183 Einwohner, davon 148 Magyaren, 26 Slowaken und ein Rom. Acht Einwohner machten keine Angabe zur Ethnie.
129 Einwohner bekannten sich zur reformierten Kirche, 95 Einwohner zur römisch-katholischen Kirche, drei Einwohner zur Evangelischen Kirche A. B., zwei Einwohner zur griechisch-katholischen Kirche und ein Einwohner zur evangelisch-methodistischen Kirche. Neun Einwohner waren konfessionslos und bei neun Einwohnern wurde die Konfession nicht ermittelt.

## Bauwerke
- reformierte (calvinistische) Toleranzkirche im klassizistischen Stil aus dem Jahr 1789, 1804 um den Turm ergänzt[6]